# Ruf RTR
La RUF RTR est une voiture de sport produit par RUF depuis 2013. Elle est basée sur la 911 type 991.

## Caractéristiques
La RTR reçoit le flat 6 biturbo de la 911 turbo. Poussé à 802 chevaux, ce bloc est associé à une boîte manuelle à 6 rapports.
La RTR est proposée en propulsion ou en transmission intégrale.
|                             | Ruf RTR               |
| Moteur                      | 6 cylindres à plat    |
| Alimentation                | Bi-turbo              |
| Cylindrée (cm3)             | 3 800                 |
| Puissance maxi              | 802 ch (590 kW)       |
| Couple maxi                 | 990 N m               |
| Norme environnementale      | NC                    |
| Transmission                | Propulsion intégrale  |
| Boite de vitesses           | Manuelle à 6 rapports |
| Vitesse maxi                | 350 km/h              |
| 0-100 km/h                  | NC                    |
| Consommations (en L/100 km) | NC                    |
| Émissions de CO2 (en g/km)  | NC                    |
| Capacité du réservoir (L)   | NC                    |
| Masse à vide (kg)           | NC                    |